# Rhamphomyia birdi
Rhamphomyia birdi är en tvåvingeart som beskrevs av Charles Howard Curran 1929. Rhamphomyia birdi ingår i släktet Rhamphomyia och familjen dansflugor.
Artens utbredningsområde är Manitoba. Inga underarter finns listade i Catalogue of Life.